# Route nationale 7 (Tunisie)
Pour les autres articles nationaux ou selon les autres juridictions, voir Route nationale 7.
La route nationale 7 ou RN7 est un axe routier de Tunisie qui relie la capitale Tunis (au nord-est) à la frontière algéro-tunisienne (au nord-ouest) en passant par Tabarka.
La RN7 était appelée GP7 avant le changement de la normalisation de la numérotation des routes en Tunisie en 2000.

## Villes traversées
- Tunis
- Le Bardo
- Oued Ellil
- Djedeida
- Mateur
- Ghezala
- Sejnane
- Nefza
- Tabarka